# Grotte Vaticane

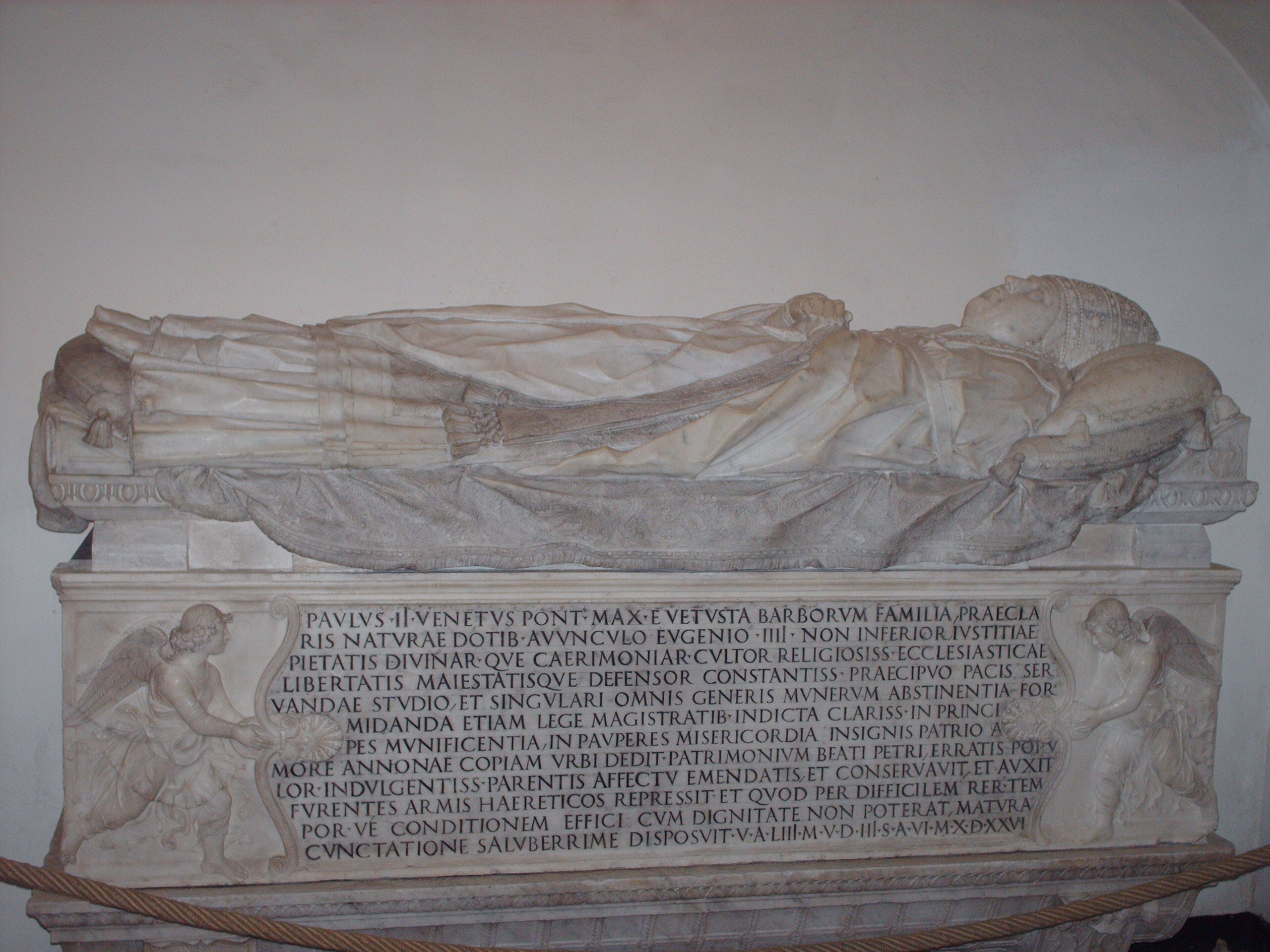
Graf van paus Paulus II

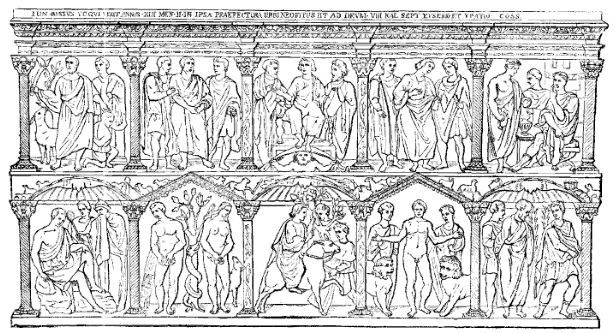
Sarcofaag van Junius Bassus (4e eeuw)

Sagre Grotte Vaticane is de naam die wordt gebruikt om de uitgestrekte kamers onder de vloer van de Sint-Pietersbasiliek in Vaticaanstad aan te duiden. Men maakt een onderscheid tussen de oude en de nieuwe crypten.

## Indeling
De eerste (grotte vecchie) liggen voornamelijk onder het schip en zijn 17,98 m breed en 44,99 m lang. Zij zijn de vloer van de oude Sint-Pietersbasiliek. Talrijke graven van pausen en keizers, die zich in de Basiliek van Constantijn bevonden, bevinden zich hier, zodat de lage en uitgestrekte ruimte, 3,47 m hoog, van zeer groot historisch belang is. Onder die van vele anderen bevinden zich de graven van de pausen: Nicolaas I, Gregorius V, Adrianus IV, Bonifatius VIII, Nicolaas V, Paulus II, Alexander VI, Benedictus XVI, keizer Otto II en koningin Christina I van Zweden. Hier rust ook het hart van Pius IX in een eenvoudige urn.
De nieuwe crypten (grotte nuove) strekken zich uit rond het graf van de apostel en liggen onder de koepel. Een aantal kapellen waarin opmerkelijke antiquiteiten en kunstwerken uit de oude basiliek zijn bewaard grenst aan de hoefijzervormige doorgang. In het midden van de net vermelde doorgang bevindt zich het prachtigste van alle vroeg-christelijke sarcofagen, die van Junius Bassus, waaraan De Waal een gedetailleerd en rijk geïllustreerde monografie heeft gewijd, die genegen is in haar behandeling. Twee altaren zijn zo dicht mogelijk bij de sarcofaag waarin het lichaam van Petrus rust geplaatst. Toegang tot de crypten en de Heilige Mis aan het altaar van de Belijdenis die vroeger heel moeilijk te verkrijgen was, zeker voor vrouwen, is nu gemakkelijk te verkrijgen.
Onder paus Pius XII werden er van 1939 tot 1950 en van 1953 tot 1957 opgravingen gedaan onder de Sint-Pietersbasiliek - en dus in de grotte Vaticane - om te onderzoeken of het graf van Petrus zich hier nu daadwerkelijk bevond. Bij deze opgravingen kwamen ook niet-christelijke inscripties aan het licht, waarvan de omstandigheden waarin ze gevonden zijn echter niet bekend zijn.

## Voetnoten
1. ↑  Der Sarkophag des Junius Bassus in den Grotten von St. Peter, Rome, 1900.
2. ↑  2.3 De grotte vaticane, casa-in-italia.com (2003).

## Referentie
- P.M. Baumgarten, Basilica of St. Peter, lemma in Catholic Encyclopedia, deel XIII, 1913